# Stieg 22 (Quedlinburg)

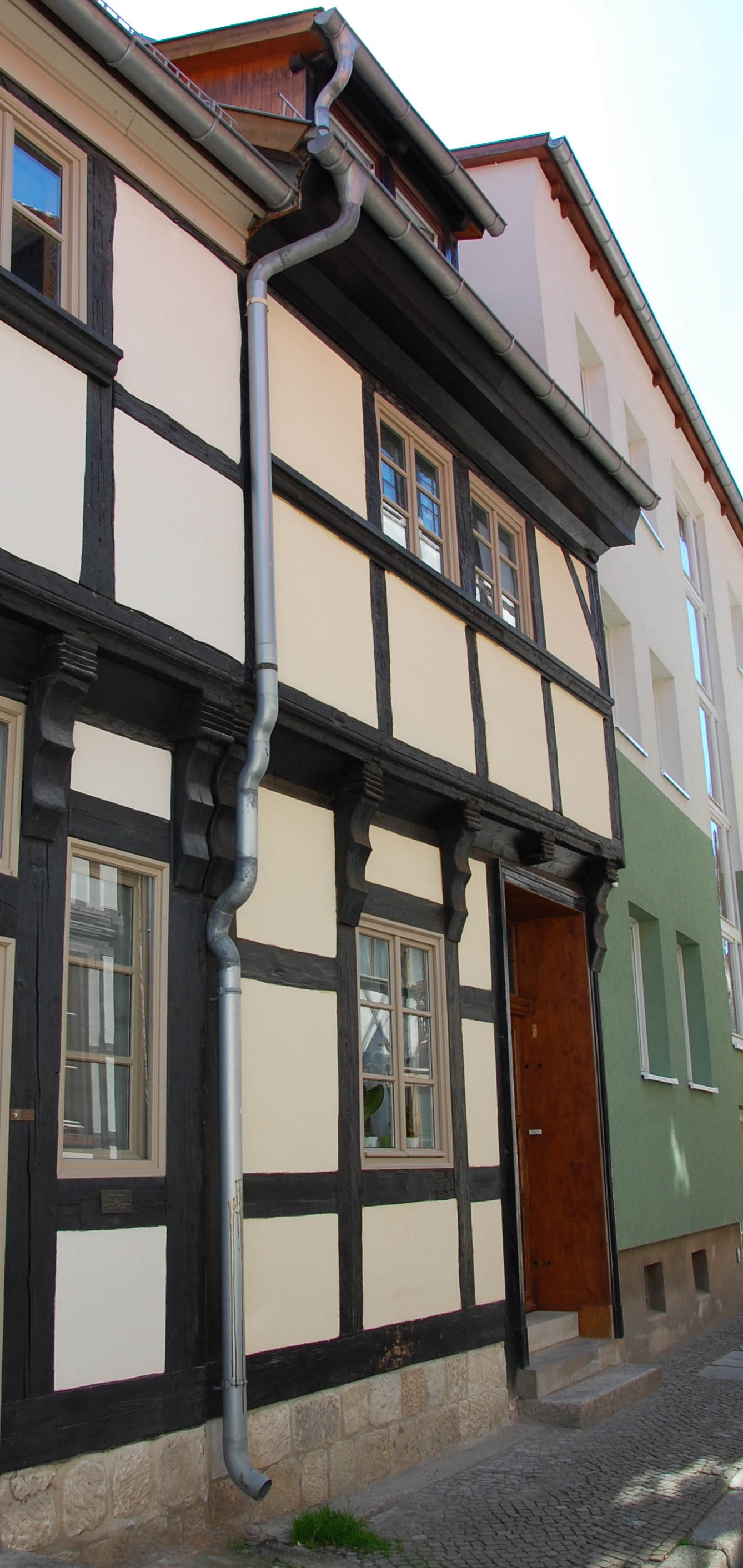
Haus Stieg 22

Das Haus Stieg 22 ist ein denkmalgeschütztes Gebäude in der Stadt Quedlinburg in Sachsen-Anhalt.

## Lage
Es befindet sich östlich des Marktplatzes der Stadt, auf der Südseite der Straße Stieg und gehört zum UNESCO-Weltkulturerbe. Im Quedlinburger Denkmalverzeichnis ist es als Wohnhaus eingetragen. Östlich grenzt das gleichfalls denkmalgeschützte Haus Stieg 21 an.

## Architektur und Geschichte
Das kleine zweigeschossige spätgotische Fachwerkhaus entstand in der Zeit um 1500. In Teilen ist die originale Fassadengestaltung erhalten. Bedeckt ist das Gebäude von einem steilen Dach. Zunächst bildet das Haus mit dem benachbarten Haus Stieg 21 ein gemeinsames Gebäude. In der Zeit um 1900 wurden die Fenster und Türen erneuert.
Ende des 20. Jahrhunderts war die Fassade des Hauses verputzt. Es folgte dann im Zuge einer Sanierung des Gebäudes eine Freilegung der Fachwerkfassade.